# Sulpicius Alexander
Sulpicius Alexander war ein spätantiker römischer Historiker, der wahrscheinlich im späten 4./frühen 5. Jahrhundert lebte.
Über Sulpicius Alexander ist kaum etwas bekannt. Spekulativ lässt er sich mit zwei durch die Briefe des Symmachus überlieferten römischen Beamten der 380er Jahre identifizieren: der eine war Praeses einer westlichen Provinz im Jahr 380, der andere diente ab 387 als tribunus et notarius (hochrangiger Geheimsekretär des Kaisers) zuerst unter Valentinian II., dann auch unter dem Usurpator Magnus Maximus.
Er verfasste ein lateinisches Geschichtswerk, das wenigstens vier Bücher umfasste und mindestens den Zeitraum bis zum Tod Kaiser Valentinians II. (392) behandelte. Es ist nicht erhalten, allerdings benutzte der im späteren 6. Jahrhundert lebende Gregor von Tours die Historia des Sulpicius Alexander und zitiert an einer Stelle sehr ausführlich aus dem Werk. Die Historia des Sulpicius Alexander stellte neben der Darstellung des Renatus Profuturus Frigeridus vermutlich eine von Gregors Hauptquellen für die Frühgeschichte der Franken dar; die erhaltenen Auszüge vermitteln hinsichtlich der Franken sowie der Situation am Hofe Valentinians II. wichtige Informationen. Ob das Werk noch bis ins 5. Jahrhundert hineinreichte, ist unbekannt, wenngleich es Indizien dafür gibt, dass Ereignisse nach 397 nicht mehr von Sulpicius Alexander behandelt wurden, da sich Gregor dafür auf das Geschichtswerk des Orosius stützte.
Sowohl Sulpicius Alexander als auch Frigeridus standen offenbar in der Tradition der klassischen Geschichtsschreibung, die in der Spätantike noch einmal aufblühte. So wird bei Sulpicius Alexander ein fehlgeschlagener Feldzug der Römer gegen die Franken im Jahr 388 in dem bei Gregor überlieferten Auszug nach dem Muster der clades Variana dargestellt (siehe Marcomer, Sunno und Gennobaudes). Das Beispiel des Sulpicius Alexander und des Frigeridus zeigt, dass auch nach Ammianus Marcellinus durchaus noch lateinische Geschichtswerke nach klassischem Vorbild entstanden sind, wenngleich heute keines davon erhalten ist. Möglich ist, dass Sulpicius Alexander sein Werk im Anschluss an Ammianus Marcellinus verfasst hat, dessen Res Gestae 378 endeten. Trotz der spärlichen Fragmente lässt sich doch ableiten, dass Sulpicius Alexander keine gallische Lokalgeschichte, sondern ein umfassenderes Geschichtswerk in der klassizistischen Tradition geschrieben hat.

## Editionen/Übersetzungen
- Lieve Van Hoof, Peter Van Nuffelen (Hrsg./Übers.): The Fragmentary Latin Histories of Late Antiquity (AD 300–620). Edition, Translation and Commentary. Cambridge University Press, Cambridge 2020, S. 81 ff.